# Chronologie de la guerre de Gaza de 2008-2009
Chronologie de la guerre de Gaza de 2008-2009

## 27 décembre
- À 11 h 30, plus de 50 avions et hélicoptères d'attaque frappent les infrastructures du Hamas sur le territoire gazaouis (plus de 100 bombes sur 50 sites), notamment le quartier général de la police du Hamas où le général Tawfik Jaber, chef de la police, est tué ainsi que le général Ismaïl Jaabari, chef de la sécurité et de la prévention.

- À 12 h 00, un deuxième raid d'une soixantaine d'appareils touche 60 sites dont des sites de lancement de roquettes. Au soir, il y a 225 morts palestiniens (en grande majorité des policiers ou des miliciens, et une quinzaine de civils[1]) selon les hôpitaux de Gaza qui sont saturés.

- À Netivot (20 km), un civil israélien a été tué par une roquette Qassam tirée depuis la Bande de Gaza (première fois que la ville est touchée depuis le début du conflit) et onze autres blessés par les 61 tirs de roquettes et 31 d'obus de mortiers tirés de la bande de Gaza[2].

## 28 décembre
- 25 frappes aériennes sur 90 cibles portant le bilan à 345 palestiniens tués et 2 500 *blessés[3],[4] ; parmi les cibles, on note la destruction d'une mosquée abritant des roquettes (4 miliciens tués) et de 40 tunnels entre le territoire et l'Égypte, l'université islamique de Gaza et plusieurs postes de police et responsables du Hamas ont été également visés ainsi que le bâtiment de la chaîne de télévision Al-Aqsa du Hamas[5]. L'ONU affirme en citant des chiffres de sources hospitalières que les pertes civiles s'élèvent à 20 % des victimes. Cela dément les propos d'un porte-parole israélien qui les estimait à 5 %[6].

- Un policier égyptien est tué à la frontière de Rafah par des tirs provenant de Palestine. Des groupes de Palestiniens tentent de franchir la frontière avec l'Égypte[7].

- L'armée israélienne rappelle 6 500 réservistes et masse des chars, ce qui laisse supposer une intervention terrestre.

## 29 décembre
- De nombreuses roquettes sont lancées en représailles. Un missile Grad touche Askhelon, grande ville industrielle de la Méditerranée, tuant un Arabe israélien, ouvrier dans le bâtiment, un autre civil israélien est tué à Ashdod, ainsi qu'un soldat tué par un tir de mortier[réf. nécessaire].

## 30 décembre
- Environ 80 camions transportant de l'aide humanitaire arrivent à Gaza en passant par Israël.
- L'Égypte a maintenu fermé lundi le poste frontière de Rafah avec la bande de Gaza, après la mort dimanche d'un policier égyptien par des tirs en provenance de ce territoire palestinien. Il ne sera exceptionnellement ouvert que pour accueillir des blessés.
- Un chef du Jihad islamique a été tué avec son fils et 2 gardes du corps dans une attaque aérienne.
- Le bilan côté palestinien s'élève à 367 tués et plus de 1 700 blessés, selon les services de santé palestiniens. Parmi les tués, l'ONU évalue à 67 le nombre de victimes civiles[8].

## 31 décembre
- Environ 500 missions ont été effectuées au total par les avions de combat[9].

- Selon les services d'urgence de Gaza, au moins 394 Palestiniens ont été tués, et plus de 1 900 blessés dans les attaques israéliennes depuis samedi [10].

- Le gouvernement israélien rejette toute trêve, et le Hamas se déclare prêt à cesser ses attaques si l'offensive israélienne s'arrête et que le blocus de Gaza est levé[11].

## 1erjanvier
- L'armée israélienne annonce avoir visé une trentaine de cibles du Hamas, dont des « ministères », un bâtiment du Parlement, des tunnels de contrebande et des ateliers « de fabrication de roquettes ».
- Un des principaux chefs du Hamas, Nizar Rayyan est tué dans un raid israélien après, selon des sources israéliennes, avoir été appelé par Tsahal sur son téléphone portable, l'invitant à éloigner sa famille[12].
- Plus de quarante roquettes tirées de Gaza sur le sud d'Israël atteignent notamment Ashdod et Beer-Sheva.
- Le Premier ministre israélien Ehud Olmert assure ne pas vouloir d'une « guerre longue ».
- Le Hamas dément accepter « sous conditions » les propositions de l'UE en vue d'une trêve.
- La cheffe de la diplomatie israélienne Tzipi Livni à Paris pour rencontrer président français Nicolas Sarkozy, qui doit entamer lundi une tournée au Proche-Orient. Au sixième jour de l'offensive lancée par Israël dans la bande de Gaza, le bilan humain est de plus de 400 Palestiniens sont morts, dont au moins 25 % de civils selon l'ONU, et près de 2 000 sont blessés. La Ministre israélienne n'en refuse pas moins la proposition française d'un « cessez-le-feu humanitaire » de 48 heures, déclarant crûment au sortir de sa visite à l'Élysée, « la situation humanitaire à Gaza est exactement comme elle doit être »[13].

## 2 janvier
- Les autorités israéliennes permettent à environ 450 palestiniens détenteurs de passeports étrangers de quitter la bande de Gaza, probable prélude au déclenchement d'une opération militaire terrestre, que beaucoup d'observateurs estiment imminente[14].
- Les États-Unis laissent le champ libre à une action militaire terrestre israélienne[15].

## 3 janvier
- Mort d'un deuxième haut responsable militaire de Hamas : Abou Zakaria al Djamal. Celui-ci est mort dans la matinée des suites de ses blessures, infligées lors d'un bombardement ciblé israélien survenu durant la nuit[16].
- Israël procède à la deuxième phase de son opération. Après l'offensive aérienne, plus de 9000 soldats israéliens ainsi que des chars et de l'artillerie mobile participant à l'offensive terrestre ont commencé à se déployer à l'intérieur du nord de Gaza. Le porte-parole de l'armée israélienne indique que cette offensive va durer de nombreux jours[17].
- Avant ses bombardements, pour limiter les dommages collatéraux, l'armée de l'air israélienne déclare larguer au-dessus de la bande de Gaza des milliers de tracts invitant les habitants des zones visées à fuir leurs maisons[18] et téléphoner, selon les cas, aux habitants des immeubles 10 à 15 minutes auparavant pour leur demander d'évacuer les lieux[19].
- Un raid aérien de  l'armée israélienne détruit plusieurs bâtiments de l'American School of Gaza, supposé abriter des champs de tirs pour les roquettes du Hamas envoyés vers le territoire israélien. Elle offrait l'une des meilleures éducations privées de Gaza et de Cisjordanie, selon le Président du Conseil d'administration de l'école. Le gardien de nuit de l'école est mort dans le bombardement[20].

## 4 janvier
- Une réunion du Conseil de sécurité de l'ONU a lieu pour discuter de la situation à Gaza[21]. À l'issue de la rencontre, les États membres sont incapables de trouver une déclaration commune.

- Le Hamas annonce avoir tué 9 soldats israéliens et en avoir capturé 2. Israël rejette ces déclarations et affirme n'avoir perdu qu'un seul soldat.

- Israël poste une partie de ses soldats sur la bande de terre séparant la bande de Gaza à l'Égypte pour empêcher les partisans du Hamas de fuir ou de se réapprovisionner en armes. L'armée israélienne se trouve aux portes de la ville de Gaza.

- Un des raids israéliens à Khan Younès a visé un chef de premier plan de la branche militaire du Hamas, Jihad Hamdan, qui a été grièvement blessé.

## 5 janvier
- L'armée israélienne positionne des navires de combat sur les côtes de la bande de Gaza. Les troupes israéliennes ont totalement encerclé la ville de Gaza et ont réussi à la diviser en deux parties afin de mieux pouvoir détruire les forces du Hamas présentes[22].
- Un obus de char israélien tue trois soldats de Tsahal à Gaza, premiers tirs amis entre Israéliens[23].

## 6 janvier
Tôt à l'aube, l'armée israélienne est entré dans Khan Younès, la principale ville du sud de la bande de Gaza et deuxième en importance.
- Le ministre israélien de la Défense, Ehud Barak, a estimé que les choses pourraient devenir plus difficiles pour les troupes d'assaut si les combats s'engagent dans les zones urbaines d'un des territoires les plus densément peuplés au monde.
- Deux soldats israéliens ont été tués dans Gaza.
- Des obus israéliens ont tué au moins 12 personnes[25] dans le voisinage d'une école de Jabaliya. Le gouvernement israélien accuse le Hamas de poster ses batteries à l'intérieur des écoles, ce que l'ONU dément formellement[26]. Le 9 janvier, le commandement de l'armée israélienne admet ne pas avoir enregistré de tirs en provenance de cette école, revenant sur sa première déclaration, indiquant qu'il s'agit d'un obus ayant manqué sa cible[27]

## 7 janvier
- Les chars israéliens ont évacué Khan Younès[28].
- Selon Moussa Abu Marzouk, numéro deux du bureau politique de Hamas, l'organisation refuse un cessez-le-feu permanent avec Israël proposé par le plan franco-égyptien[29].
- Israël se dit prêt à discuter les termes de la trêve proposée par les présidents français et égyptien[30].
- La présidence française annonce qu'Israël et l'Autorité palestinienne ont accepté le plan de cessez-le-feu franco-égyptien[30].
- Israël lance des tracts avertissant la population de prochains bombardements contre les tunnels de contrebande à Rafah[31].

## 8 janvier
- Des tirs de roquettes de type Katiusha en provenance de Liban sont tombés vers 8 heures dans la matinée sur le nord d'Israël, dans le secteur de la ville de Nahariya et du kibboutz Kabri, à l'ouest de la Galilée, blessant légèrement deux femmes. L'État hébreu a répliqué par des tirs d'artillerie sur la zone d'où provenait l'agression[32]. Malgré les menaces proférées la veille par Hassan Nasrallah, chef du Hezbollah[33], le mouvement chiite libanais affirme néanmoins ne pas être impliqué dans ces tirs[34]. D'autant plus que gouvernement israélien attribue plutôt cette provocation à des factions palestiniennes indépendantes. Cependant, l'armée libanaise, ainsi que les casques bleus de la Finul ont été mis en état d'alerte, craignant une escalade débouchant sur l'ouverture d'un deuxième front.

- Les chars israéliens se dirigent vers Khan Younès, après s'être repliés de la zone la veille[35].

- L'aviation israélienne a effectué deux raids contre des objectifs dans la ville de Rafah, dans le sud de la bande de Gaza, contre une maison et un tunnel présumé, près de la frontière égyptienne, provoquant un exode massif de la population du secteur[35].

- Le Hamas rejette le plan franco-égyptien qui avait été accepté la veille par l'autorité palestinienne, considérant que celui-ci « ne constitue pas une base valable »[36].

- L'UNRWA, l'agence de l'Onu chargée de venir en aide aux Palestiniens, annonce la suspension de ses opérations dans la bande de Gaza en raison du danger que représentent les tirs israéliens[37]. Cette annonce a eu lieu peu après la mort d'un chauffeur d'un camion des Nations unies tué dans un tir de char alors qu'il faisait route vers un point de passage frontalier israélien pour prendre une cargaison d'aide[38]. John Ging directeur de l'UNRWA affirme qu'Israël est systématiquement informé de tous les convois que dirige l'agence.

## 9 janvier
- Le Conseil de sécurité des Nations-Unies approuve par 14 voix et une abstention, celle des États-Unis, la résolution 1860 appelant Israël et le Hamas au cessez-le-feu à Gaza[39].
- Le Hamas puis Israël rejettent la résolution 1860[40].
- Le chef de l'État libyen Mouammar Kadhafi suggère que les états arabes permettent à des volontaires de se battre avec les Palestiniens[41].

## 10 janvier
- Les États-Unis émettent le souhait d'un cessez-le-feu immédiat[réf. nécessaire].
- L'armée israélienne a attaqué plus de quarante cibles à Gaza, notamment des sites décrits par l'armée israélienne comme des sites de lancement de roquettes et des tunnels dits « de contrebande » à la frontière entre Gaza et l'Égypte.
- Plusieurs manifestations ont eu lieu partout en Europe (Londres, Paris, Nice, Rome, Amsterdam\u2026) réunissant à chaque fois plusieurs dizaines de milliers de manifestants.
- Israël a affirmé que ses opérations militaires sont bientôt terminées[42].

## 11 janvier
- Plusieurs appels émanent des communautés juives françaises et anglaises pour demander une trêve immédiate[43].
- L'armée israélienne a intensifié ses combats dans plusieurs quartiers de la ville de Gaza.
- Israël renforce ses troupes avec plusieurs milliers de réservistes.
- L'organisation Human Rights Watch accuse Israël de tirer des obus d'artillerie contenant du phosphore blanc, une substance incendiaire qui peut provoquer de graves brûlures en cas de contact avec la peau et déclencher des incendies au sol. L'armée israélienne assure que l'utilisation de ses armes « s'exerce dans le cadre des frontières légales du droit international »[44].
- une délégation du Parlement européen est arrivé à Gaza. Une parlementaire française, Hélène Flautre (Verts) se rend compte de la gravité de la situation humanitaire: "l'aide qui arrive  correspond pas à un dixième de ce qui serait nécessaire" et de langoisse qu'elle a vécu, aux côtés des populations civiles, sous les bombardements de l'aviation israéliennes[45]

## 12 janvier
- L'armée israélienne a bombardé dans la nuit de dimanche à lundi à Rafah 200 tunnels de contrebande creusés sous la frontière entre Gaza et l'Égypte.
- Tsahal renforce et sécurise la frontière entre l'Égypte et la bande de Gaza ainsi que l'accès maritime afin d'affaiblir les partisans du Hamas et de les empêcher de se rapprovisionner en armes (munitions, roquettes, \u2026).
- Selon Haaretz et l'AFP, le chef du Hamas à Gaza Ismail Haniyeh annonce que le Hamas est prêt à participer à la négociation d'un cessez-le-feu avec Israël, car le Hamas n'a pas la force de s'opposer à la machine de guerre israélienne, même si dans la même déclaration, il affirme que le Hamas « se rapproch(ait) de la victoire »[46],[47]. Inversement, le chef du Hamas réfugié à Damas, Khaled Mechaal reste intransigeant. Il a posé trois conditions à l'ouverture de discussions sur une trêve : le retrait préalable de l'armée israélienne de la bande de Gaza, la levée du blocus du territoire et l'ouverture de tous ses points de passage[48].

## 13 janvier
- L'armée israélienne renforce l'encerclement de la ville de Gaza où de violents combats ont lieu. Des blindés soutenus par l'aviation effectuent des incursions dans plusieurs quartiers de Gaza-ville. Des navires israéliens ont aussi pilonné la côte.
- Réunion du Conseil de sécurité de l'ONU en vue d'un cessez-le-feu.
- Auditions par la Commission des affaires étrangères de l'Assemblée nationale de M. Daniel Shek, ambassadeur d'Israël en France[49], et de Mme Hind Khoury, déléguée générale de Palestine en France[50].
- Pour le président palestinien Mahmoud Abbas, Israël cherche à « anéantir » le peuple palestinien dans la bande de Gaza en refusant de mettre fin à son offensive meurtrière dans le territoire[51].

## 14 janvier
- Plusieurs roquettes ont été tirées mercredi matin sur le nord d'Israël à partir du sud du Liban près de la ville frontalière de Kyriat Shmona et l'armée israélienne a riposté par plusieurs tirs d'obus.
- L'Égypte va transmettre à Israël la réponse du Hamas au plan égyptien pour un cessez-le-feu et les conditions d'une trêve.
- Le chef d'Al-Qaïda, Oussama ben Laden, profite du conflit pour appeler à la guerre sainte contre l'offensive israélienne dans la bande de Gaza dans un enregistrement audio de 22 minutes diffusé, par des sites internets islamistes[52].
- Les journaux nationaux annoncent un millier de morts palestiniens à Gaza en trois semaines de combats[53].

## 15 janvier
- Pendant que des tractations diplomatiques se poursuivent, l'artillerie et l'aviation bombardent le quartier de Tel-Hawa, où l'infanterie progresse, provoquant la fuite paniquée de milliers de Palestiniens. (Guysen.International.News)
- Au moins trois personnes ont été blessées dans la chute d'obus israéliens sur le siège des Nations unies à Gaza  (UNRWA). D'autres obus ont touché l'hôpital Al-Qods de Gaza sans faire de victime.  L'armée israélienne a reconnu ces deux erreurs mais affirme que ces bombardements ont été en réponse à des tirs de roquettes provenant de ces différentes cibles. Le secrétaire général de l'ONU a exprimé son indignation[54].
- Le responsable de l'ONU à Gaza, John Ging, qui se trouvait dans le bâtiment au moment de l'attaque israélienne, a estimé que la version de Tsahal n'était que «baliverne»[55]; il dénonce une attaque utilisant trois engins émettant du phosphore, perpétrée par les Israéliens malgré plus d'une heure de "discussions en temps réel" avec les attaquants[56].
- Ban Ki-moon  juge le bilan des victimes à Gaza inacceptable. Lors d'une conférence de presse à Tel-Aviv, le secrétaire général des Nations unies a appelé à un cessez-le-feu immédiat. Il a toutefois reconnu que les habitants du sud d'Israël ont le droit de vivre sans peur. Un million d'israéliens vivent jour et nuit sous la menace des missiles, et cela aussi doit définitivement cesser. (Guysen.International.News)
- Le ministre de l'Intérieur du Hamas Saïd Siam a été tué après une frappe de l'aviation israélienne sur Gaza ville. Deux autres responsables du Hamas sont morts dans l'explosion, le frère de Saim, Ayad Siam, et le chef de la sécurité de Gaza, Salah Abu Sharah.

## 16 janvier
- Le Hamas refuse les conditions d'Israël sur l'arrêt de tirs de roquettes, ce qui suspend les négociations en vue d'une quelconque trêve. Les liens diplomatiques ont été suspendus : le président syrien Bachar el-Assad a appelé les pays arabes ayant des relations diplomatiques avec Israël à fermer leurs ambassades et à rompre tout contact avec Israël[57].
- Le Premier ministre Ehud Olmert, réunira le 17 janvier les membres de son cabinet de sécurité pour décider ou non d'un arrêt unilatéral de l'offensive. Toutefois, en cas d'une réponse positive, l'armée israélienne devrait rester dans la bande de Gaza après l'entrée en vigueur de cette trêve et n'hésitera pas à ouvrir le feu en cas de menace pour Israël[58].
- Les chars israéliens se sont retirés des quartiers de la ville de Gaza afin de se redéployer sur sa périphérie. L'aviation israélienne a également mené une quarantaine de raids aériens sur la bande de Gaza, attaquant six groupes armés, une mosquée où étaient stockées des armes, quatre souterrains et deux positions tenues par des combattants du Hamas[58].

## 17 janvier
- Une majorité des pays membres de l'Assemblée générale des Nations unies vote une résolution reprenant les termes de celle votée le 8 janvier par le Conseil de sécurité, appelant à un cessez-le-feu « immédiat et durable ».
- Une chaîne de télévision israélienne diffuse vendredi un appel vibrant d'émotion d'un médecin palestinien dont trois enfants ont été tués par des obus israéliens. Tsahal a par la suite transféré dans des hôpitaux les survivants de sa famille[59]. Le 4 février, Israël reconnaîtra la responsabilité de Tsahal dans ce drame [60]
- L'armée israélienne a frappé une cinquantaine de positions du Hamas. Elle a notamment visé des tunnels de contrebande à Rafah, à la frontière égyptienne. Des combats ont opposé soldats israéliens et activistes du Hamas dans une petite localité du centre du territoire. Depuis le début des opérations, les destructions se monteraient à 476 millions de dollars[61].
- Une école de l'ONU à Beit Lahya a été bombardée par l'armée israélienne faisant 4 morts et de multiples blessés. Le secrétaire général de l'ONU Ban Ki-moon a condamné ce bombardement : « Je condamne dans les termes les plus vifs cette attaque inadmissible, qui est la troisième à survenir sur des bâtiments gérés par les nations unies, cela ne peut plus durer[62]. »
- Le cabinet de sécurité israélien a adopté, samedi en soirée, une résolution en faveur d'un cessez-le-feu unilatéral à Gaza, qui prendra effet à 02h00, le 18 janvier (heure d'Israël)[63]. Israël ne retirera pas ses troupes de la Bande de Gaza et maintiendra un blocus. Tzipi Livni a déclaré : « Nous allons garder le doigt sur la gâchette et le Hamas le sait. Si les islamistes relèvent la tête, nous agirons avec force[64]. »
- L'Allemagne, la France et le Royaume-Uni se sont dits prêts à contribuer à la lutte contre la contrebande d'armes vers la bande de Gaza mais appellent à la trêve immédiate[65].
- Le chef du Hamas basé à Beyrouth, Oussama Hamdane, a prévenu que « la résistance et la confrontation se poursuivront, sans tenir compte de la trêve tant que l'armée israélienne restera à Gaza »[66]. En effet, comme l'explique à Reuters F. Barhoum porte-parole du Hamas "Un cessez-le-feu unilatéral ne signifie pas la fin à l'agression ni la fin du siège de Gaza. Ceux-ci constituent des actes de guerre, et ne peuvent mettre fin à la résistance"[67].

## 18 janvier
- Quelques heures après le cessez-le-feu unilatéral annoncé par Israël, la trêve semble très fragile, en effet  plusieurs incidents sérieux sont signalés: fusillade croisée à Jabalya, combat impliquant un hélicoptère à Gaza, envoi de cinq ou six rockets sur Sderot et alentours, un raid aérien israélien a bombardé plusieurs sites sensibles. Un combattant palestinien a été tué à Khan Younis[68]. Les commentateurs hésitent sur la portée réelle de ces incidents: simples "tests" du cessez-le-feu [69] ou annonce d'une "reprise des combats"[70].
- La présidence tchèque de l'Union européenne a appelé dimanche le Hamas à "se joindre immédiatement et sans condition au cessez-le-feu" unilatéral d'Israël et invité ce pays à "rouvrir complètement et immédiatement les points de passage vers Gaza".
- Le président de l'Autorité palestinienne Mahmoud Abbas a signalé que le cessez-le-feu était "insuffisant" et devrait s'accompagner d'un retrait des troupes israéliennes de l'enclave[71].
- 95 cadavres sont découverts sous les décombres de maisons détruites par les bombardements israéliens, à Jabiliya et à Beit Lahya[72].
- Le Hamas, s'exprimant officiellement par la bouche d'un de ses responsables à Gaza, Auman Taha, a annoncé un cessez-le-feu immédiat dans la bande de Gaza, qui sera observé par tous les groupes palestiniens du territoire. Il donne simultanément une semaine aux forces israéliennes pour se retirer de la bande de Gaza [73]. La même décision est communiquée depuis Damas par Moussa Abou Marzouk, responsable en exil du Hamas[74].
- Cinq chefs d'État et de gouvernement européens (Allemagne, Espagne, Italie, Grande-Bretagne, République tchèque) participent à une mini-conférence autour du président égyptien, à Sharm-el-Sheikh. Nicolas Sarkozy souligne que s'il assure à Israël "que nous sommes à ses côtés pour assurer son droit à la sécurité", il faut aussi "maintenant qu'Israël indique clairement que si les tirs de roquettes s'arrêtent, l'armée israélienne doit quitter Gaza"[75].
- Plus tard, à Jérusalem, les cinq chefs d'État et de gouvernement européens répètent la même exigence devant le Premier ministre israélien. Ehud Omert indique, en retour, qu'Israël veut "sortir de la bande de Gaza le plus vite possible"[76]
- Au cours de la même intervention, N. Sarkozy reconnait publiquement, pour la première fois, que la France désapprouvait depuis le début l'offensive israélienne contre Gaza: "Nous n'avons pas soutenu et approuvé l'intervention de Tsahal à Gaza. Nous connaissons et nous avons reconnu la faute initiale du Hamas, avec les roquettes qui ont conduit à l'interruption de la trêve. Mais nous pensons que la place de Tsahal n'est pas à Gaza"[77].
- Sur le terrain, le double "cessez-le-feu unilatéral" semble respecté. Un porte-parole militaire indique que "l'armée israélienne a commencé à se retirer de Gaza" sans vouloir préciser quand ce retrait serait terminé[78].
- Des images de la télévision israélienne semblent confirmer le début de ce retrait; elles montrent notamment des soldats faisant la signe "V" de la victoire. Pour sa part, le premier ministre palestinien Ismaïl Haniyeh (Hamas) affirme que "l'offensive israélienne menée durant trois semaines dans le territoire s'est soldée par un échec et n'a pas fait plier les Palestiniens" [79]

## 19 janvier
- Le roi saoudien Abdallah offre un milliard de dollars pour reconstruire Gaza. Les États-Unis et Israël doivent également financer la reconstruction à Gaza.
- Le président iranien Mahmoud Ahmadinejad félicite le Hamas pour sa «victoire» contre Israël. Le Hamas assure que leur force de frappe reste puissante et que les tentatives d'Israël d'empêcher son armement étaient vouées à l'échec et que sa capacité à tirer des roquettes sur l'État hébreu n'était pas amoindrie.
- La bande de Gaza est exposée à l'apparition de maladies infectieuses, l'eau potable est rare, les conduites des égouts ont été détruites et les ordures s'entassent.
- La commissaire européenne chargée des Relations extérieures, l'Autrichienne Benita Ferrero-Waldner annonce qu'elle espère un acheminement rapide de l'aide humanitaire mais avertit qu'il n'y aura aucun effort de reconstruction à Gaza tant que le Hamas sera au pouvoir[80].

## 21 janvier
- Toutes les troupes israéliennes ont quitté le territoire de Gaza dès le 21 janvier[81].

## 27 janvier
- Premier incident après l'établissement des cessez-le-feu : un soldat israélien est tué par l'explosion d'une bombe télécommandée du côté israélien de la frontière. En réplique, l'armée israélienne intervient, tue un militant du Hamas [82].

## 28 janvier
- À la suite de l'incident de la veille, l'aviation israélienne bombarde les tunnels de contrebande et le Hamas tire une roquette vers le Negev[83].

## 29 janvier
- Une nouvelle roquette est tirée vers Israël au matin du 29 janvier. L'aviation israélienne réplique en bombardant le sud de la bande de Gaza où huit personnes sont blessées[84].

## 30 janvier
- Quatre roquettes Qassam et quatre obus de mortier sont tirés sur le Negev occidental. Une roquette Grad est tirée au sud d'Ashkelon[85].

## 2 février
- Les Palestiniens tirent des obus de mortier et une roquette Kassam sur le Negev, entraînant une réplique de l'aviation israélienne.

## 3 février
- Un missile Grad tombe sur Ashkelon[86]. L'aviation israélienne réplique en bombardant les tunnels de contrebande aux alentours de Rafah.

## 13 février
- 2 roquettes sont tirées sur Sdérot depuis la bande de Gaza. Israël réplique en tuant un Palestinien circulant à moto à Khan Younès, selon des témoins [87].

## 16 février
- 2 missiles Kassam tombent sur le Negev. L'aviation israélienne réplique en bombardant les tunnels de contrebande[88].

## 19 février
- Des tirs de mortier et de roquettes frappent Israël qui réplique en bombardant 6 tunnels[89].

## 25 février
- Israël frappe une nouvelle fois les tunnels après des tirs de roquettes[90].

## 26 février
- Des roquettes endommagent deux maisons à Sdérot[91].

## 28 février -1ermars
Avant la conférence sur la reconstruction de Gaza prévue à Charm el-Cheikh le 2 mars, les Palestiniens se livrent à une recrudescence de tirs de roquettes : le 28 février, 10 roquettes frappent le sud d'Israël dont une endommage une école à Ashkelon. Le 1er mars, le premier ministre israélien Ehoud Olmert réagit vivement à cette situation en menaçant les Palestiniens d'une riposte « douloureuse, dure, forte et inflexible ». Mais plus tard, le 1er mars, 8 nouvelles roquettes sont tirées sur Israël dont une détruit partiellement une maison de Sdérot.

## 3 - 4 mars
À la suite du tir de deux roquettes par les Palestiniens le 3 mars au soir, l'aviation israélienne bombarde 3 tunnels le 4 mars au matin.

## 5 mars
Deux militants du Jihad islamique, dont Khaled Shalan, responsable de tirs de roquettes, d'après Israël et le Jihad islamique, sont tués dans un raid israélien. Le Jihad islamique promet la vengeance. Six roquettes Qassam sont tirées sur Israël sans faire de dégâts. Dans la soirée, une roquette Grad endommage légèrement une synagogue de Netivot. De nouveaux raids aériens israaéliens visent les tunnels.

## 8 mars
Quatre roquettes Qassam sont tirées le dimanche 8 mars et tombent dans des champs. De nouveaux raids aériens israaéliens visent les tunnels.   

## 10 mars
Deux roquettes Qassam sont tirées sur Israël le 10 mars.

## 12 mars
Le Hamas critique les tirs de roquette sur Israël (ils sont « tirés au mauvais moment »), nie que les auteurs de ces tirs en soient membres et déclare vouloir en rechercher les responsables.

## 25 mars
CBS révèle qu'en janvier 2009, durant les opérations à Gaza, des avions, très probablement israéliens, auraient détruit au Soudan un convoi de camions transportant des armes à destination de Gaza, en tuant 39 personnes.